# جوي إن أرتوز
جوي إن أرتوز (بالفرنسية: Gouy-en-Artois)‏ هي بلدية تقع في إقليم باد كاليه من منطقة نور با دو كاليه في شمال فرنسا. تبلغ مساحة هذه المدينة 10.11 (كم²)، وترتفع عن سطح البحر 113 م، يبلغ عدد سكانها 375 نسمة حسب إحصاء المعهد الوطني للإحصاء والدراسات الاقتصادية سنة 2009 م. وترأس Véronique de Witasse-Thezy البلدية خلال فترة (2008-2014).